# Natanael Wikander
Natanael Wikander, född den 2 augusti 1873 i Edsbergs församling, Örebro län, död den 12 februari 1964 i Stockholm, var en svensk militär.
Wikander blev underlöjtnant vid Jämtlands fältjägarregemente 1895 och löjtnant där 1896. Han genomgick Gymnastiska centralinstitutet 1896–1899 och Krigshögskolan 1904–1906. Wikander befordrades till kapten vid regementet 1908, till major där 1916 och till överstelöjtnant där 1921. Han övergick till Värmlands regemente 1922. Wikander var överste och chef för Kalmar regemente med 4. infanteribrigaden 1926–1927. Han var överste på övergångsstat 1928–1932 och i reserven 1933–1944. Wikander var domänofficer vid Fortifikationsstyrelsen 1929–1944. Han blev riddare av Svärdsorden 1916, kommendör av andra klassen av samma orden 1930 och kommendör av andra klassen av Vasaorden 1938.